# São Salvador do Tocantins
São Salvador do Tocantins es un municipio brasileño del estado del Tocantins. Se localiza a una latitud 12°44′37″ S y a una longitud 48°14′8″ O, estando a una altitud de 120 metros. Su población estimada en 2004 era de 2 802 habitantes.
Posee un área de 1427,61 km².